# Kulturåret 1779

## Händelser
- Okänt datum - Comediehuset öppnar i Göteborg.
- Theatre-almanach börjar utges.

## Födda
- 2 maj - John Galt (död 1839), skotsk-kanadensisk romanförfattare.
- 15 oktober - Johan Olof Wallin (död 1839), svensk poet, biskop och ledamot av Svenska Akademien.
- 14 november - Adam Oehlenschläger (död 1850), dansk skald och dramatiker.
- 26 juli - Erik Gustaf Göthe (död 1838), svensk skulptör.
- 20 augusti - Jöns Jacob Berzelius (död 1848), svensk kemist och ledamot av Svenska Akademien.
- 21 oktober - Gustaf Fredrik Wirsén (död 1827), svensk ämbetsman och ledamot av Svenska Akademien.
- 26 december - Karl Gustaf Lundgren, (död 1854), svensk kopparstickare och kartgravör
- okänt datum - Sofia Frodelius (död 1822), svensk komiker och skådespelare.

## Avlidna
- 22 juni - Carl Fredrich Brander (född 1705), svensk porträttmålare.
- 29 juni - Anton Raphael Mengs (född 1728), tysk målare och konstteoretiker.
- 17 september - Christian Precht (född 1706) svensk konsthantverkare och mönstertecknare.
- 3 oktober - Johan Georg Henrichsen (född 1707), svensk emaljmålare och kopparstickare.
- 6 december - Jean-Baptiste-Siméon Chardin (född 1699), fransk målare.
- okänt datum - Ninon Dubois Le Clerc, fransk dansös verksam i Sverige.
- okänt datum - Ulrica Rosenlund, svensk operasångerska.